# Kaspar Schlick

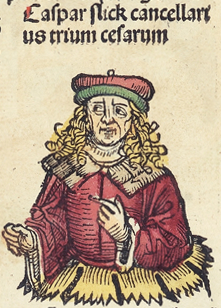
Kaspar Schlick (Schedelsche Weltchronik, 1493)

Kaspar Schlick (* um 1396 in Eger; † 19. Juli 1449 in Wien), Graf von Passaun und Weißkirchen, war Kanzler des Heiligen Römischen Reichs; er war der erste Amtsinhaber, der Laie und bürgerlicher Herkunft war. Der Freisinger Bischof Heinrich II. Schlick war sein Bruder.

## Leben

### Herkunft und früher Lebensweg
Kaspar Schlick wurde als Sohn des Kaufmanns und Ratsherrn Heinrich Schlick und seiner Frau, zuweilen als Constantia di Collalto Markgräfin von Treviso bezeichnet, in Eger als zweitältestes von acht Kindern geboren. Die Herkunft seines Vaters aus dem fränkischen Adel wie auch seiner Mutter aus dem italienischen Hochadel gelten seit dem 16. Jahrhundert als umstritten. Möglicherweise handelt es sich um eine Abstammungslegende, die Kaspar Schlick anlässlich seiner Vermählung mit Herzogin Agnes von Oels feststellen ließ, um den deutlichen Rangunterschied auszugleichen. Wahrscheinlicher ist eine Abstammung von Heinrich und seiner sonst namentlich nicht bekannten Frau aus dem Bürgertum. Er besuchte die Universität in Leipzig und trat danach in die Dienste des böhmischen Königs Sigismund. Von Dezember 1414 bis Ende Juli 1415 nahm er an dem Konzil von Konstanz teil. 1415 bis 1417 begleitete er den König auf seinen Reisen nach Spanien, Frankreich und England.

### Aufstieg zum Reichskanzler
1416 wird er zum Schreiber ernannt, 1426 königlicher Sekretär, 1427 Protonotar, 1429 zum königlichen Vizekanzler und 1433 zum Reichskanzler von Kaiser Sigismund. Unmittelbar nach der Kaiserkrönung Sigismunds erhielt Kaspar und sein Bruder Matthäus Schlick am 31. Mai 1433 auf der Tiberbrücke in Rom den Ritterschlag. Als einflussreicher Politiker des Kaisers nahm er an mehreren Feldzügen gegen das Osmanische Reich und die Hussiten teil, verhandelte im Namen des Königs in Preußen, Polen und Litauen und leitete innenpolitisch Verhandlungen mit den Hussiten. Sigismund begleitete er zum Konzil von Basel. In seiner Position fungierte er als Unterhändler mit dem Papst. 
1437 wurde er zum Reichsgrafen von Passaun (Bassano, in Norditalien) und 1438 zum Grafen von Passaun und Weißkirchen erhoben. 1435 erhielt Kaspar Schlick gemeinsam mit seinem Bruder Matthäus von Kaiser Sigismund Gut und Herrschaft Falkenau zum Geschenk.  Erst durch die Bestätigung von König Albrecht II. vom 22. Januar 1438 wurde die Übereignung des Besitzes rechtmäßig. 1438 übertrug ihm der König nach dem Aussterben der Familie des Stibor von Stibrowitz auch die ungarischer Herrschaft Weißkirchen (Holíč, heute Slowakei). Er war Erbe der Stadt und Herrschaft Elbogen, die ihm als Entschädigung für den Verlust der italienischen Stadt Bassano zugesprochen wurde.
Auch unter König Albrecht II., den er bei der Durchsetzung der königlichen Folge in Böhmen unterstützte, blieb Schlick, trotz innenpolitischer Opposition, in seinem Amt. Schlick wurde 1442 in den königlichen Rat Friedrichs III. aufgenommen und 1443 wieder zum Kanzler ernannt. Sein Einfluss nahm jedoch mit der Zeit ab, da sich seine Vorstellungen nicht immer mit denen des Königs deckten. Er setzte sich dafür ein, dass sein jüngerer Bruder Heinrich zum Bischof von Freising ernannt wurde, obwohl das dortige Domkapitel einen anderen Kandidaten gewählt hatte. 1449 zog er sich von seinem Amt zurück, beteiligte sich dann aber an der königlichen Nachfolge des Königs Ladislaus, in dessen Namen er 1447 in Mailand verhandelt hatte. Neben der Politik interessierte sich Schlick auch für Kunst und Wissenschaft. Er unterstützte begabte Künstler und Wissenschaftler wie Enea Silvio Piccolomini.

### Urkundenfälschungen
Die Titulaturen und Besitztümer sollen sich Kaspar Schlick und seine Brüder durch zahlreiche Urkundenfälschungen angeeignet haben. Dabei ist die genaue Anzahl der manipulierten Urkunden nicht festzustellen. Unter anderen werden folgende, in den kaiserlichen Registern fehlende Urkunden als Fälschungen betrachtet: Am 16. Juli 1422 erhob Sigismund Kaspar Schlick und seine Nachkommen in den erblichen Freiherrenstand, ohne dass die Familie von diesem Titel Gebrauch machte. Am 31. August 1431 verlieh Sigismund Kaspar Schlick die Festung und Stadt Bassano. Dass Bassano je im Besitz der Schlicks war, kann ausgeschlossen werden. 1404 gelangte die Stadt von den Viscontis unmittelbar an die Venezianer. Das Privileg der Münzprägung vom 30. August 1437 wird ebenfalls bezweifelt, da ein solches nicht vor der Amtszeit Ferdinand II. vergeben bzw. bestätigt wurde.

## Familie
Schlick war seit 1444 mit Agnes, einer Tochter des Oelser Herzogs Konrad V. „Kanthner“, verheiratet.